# Никольское (Мордовский район)
Нико́льское — деревня в Мордовском районе Тамбовской области, входит в состав Шульгинского сельсовета.

## География
Деревня находится в юго-западной части Тамбовской области, в лесостепной зоне, в пределах Окско-Донской низменной равнины, возле автодороги Р193, которая обходит деревню юго-восточнее вдоль её границы. Фактически единый населённый пункт с селом Шульгино, которое располагается северо-восточнее деревни.

### Климат
Климат умеренно континентальный, относительно сухой, с холодной продолжительной зимой и тёплым летом. Средняя температура воздуха самого холодного месяца (января) — − −10,6 °C (абсолютный минимум — −39 °C); самого тёплого месяца (июля) — 20,6 °C (абсолютный максимум — 40 °С). Продолжительность периода с положительной температурой колеблется от 145 до 150 дней. Среднегодовое количество атмосферных осадков составляет 450—475 мм, из которых большая часть выпадает в тёплый период. Снежный покров держится в течение 135 дней.

### Часовой пояс
Деревня Никольское, как и вся Тамбовская область, находится в часовой зоне МСК (московское время). Смещение применяемого времени относительно UTC составляет +3:00.

## Население
| 2002 | 2010 |
| ---- | ---- |
| 132  | ↗138 |

## Известные уроженцы
- Прохоров, Валентин Андреевич (1924—1983) — советский топонимист.